# Боркино (Бежецький район)
Боркино (рос. Боркино) — присілок в Бежецькому районі Тверської області Російської Федерації.
Населення становить 128 осіб. Входить до складу муніципального утворення Филипковське сільське поселення.

## Історія
Від 2005 року входить до складу муніципального утворення Филипковське сільське поселення.

## Населення
| 2008 | 2010 |
| ---- | ---- |
| 155  | ↘128 |